# Erica von Moeller
Erica von Moeller (* 22. Mai 1968 in Wiesbaden) ist eine deutsche Regisseurin, Drehbuchautorin und Hochschullehrerin.

## Leben
Von 1988 bis 1991 studierte Erica von Moeller zunächst Kommunikationswissenschaft an der Akademie für Marketing Kommunikation in Frankfurt und erhielt ihr Diplom als Kommunikationswirtin. Anschließend folgte von 1991 bis 1998 ein Studium der Freien Bildenden Kunst bei Harald Schleicher an der Johannes Gutenberg-Universität Mainz. Im Jahr ihres Abschlusses mit dem Diplom „Freie Bildende Kunst“ belegte von Moeller bis 2001 ein postgraduales Studium an der Kölner Kunsthochschule für Medien unter Wolfgang Becker, Horst Königstein, Dietrich Leder und Siegfried Zielinski. Das Studium beendete sie mit dem Diplom für „Audiovisuelle Medien“. Seitdem arbeitet sie freiberuflich als Autorin, Regisseurin und Medienkünstlerin. Von 2009 bis 2011 lehrte von Moeller das Fachgebiet „Narrative Formate“ an der Fachhochschule Trier. Seit 2011 ist sie Professorin für „Design audiovisueller Medien in Praxis, Theorie und Vermittlung“ an der Bergischen Universität Wuppertal.
Seit 1999 zeichnet sie als Regisseurin und mitunter auch Drehbuchautorin für Kurz-, Spiel- und Dokumentarfilme verantwortlich, die teilweise mit zahlreichen Nominierungen für (internationale) Filmpreise bedacht wurden. In Sternstunde ihres Lebens wird die Entstehungsgeschichte des Artikels 3 des Grundgesetzes aus der Sicht der SPD-Politikerin Elisabeth Selbert gezeigt. Fräulein Stinnes fährt um die Welt schildert in halbdokumentarischer Weise die Weltreise der Rennfahrerin Clärenore Stinnes.
2003 war Erica von Moeller Gründungsmitglied des Vereins „LaDOC“, eines Netzwerks für Dokumentarfilmerinnen. 2019 gehörte sie zu den Erstunterzeichnerinnen und -unterzeichnern eines offenen Briefes des Filmbüros Nordrhein-Westfalen, dessen Mitglied sie ist, an die Stadt Köln zur Rettung der Kölner Filmszene.

## Filmografie (Auswahl)
- 1999: Marie Marie (Kurzfilm) (auch Schnitt)
- 2000: Stundenhotel (auch Drehbuch)
- 2002: Sainkho (auch Drehbuch)
- 2004: Im Augenblick (Kurzfilm) (auch Produktion)
- 2006: Hannah
- 2006: Die Österreichische Methode
- 2008: Die Deutschen – Preußens Friedrich und die Kaiserin (auch Drehbuch)
- 2009: Fräulein Stinnes fährt um die Welt
- 2014: Sternstunde ihres Lebens
- 2015: Der Primus – Franz Josef Strauß
- 2023: 2052 Nachrichten aus der Zukunft

## Auszeichnungen (Auswahl)
- 1997: Preis zur Förderung Mainzer bildender Künstlerinnen und Künstler
- 1999: Nominierungen zum Publikumspreis der Frankfurter Filmschau sowie auf verschiedenen internationalen Filmfestivals (u. a. San Francisco International Film Festival) für Marie Marie
- 2001: Georg-Buch-Preis
- 2002: Förderpreis des Landes Nordrhein-Westfalen für junge Künstlerinnen und Künstler
- 2002: Nominierungen beim Internationalen Filmfest Emden-Norderney und dem Tampere International Short Film Festival für Im Augenblick
- 2002: Nominierungen u. a. beim Filmfest München, beim Filmfestival Max Ophüls Preis und bei Docaviv für Sainkho
- 2007: Nominierungen bei den Hofer Filmtagen und dem Internationalen Filmfestival Shanghai für Hannah
- 2007: Nominierungen bei den Hofer Filmtagen und dem Festival of Nations für Die Österreichische Methode
- 2014: DGB-Preis des Internationalen Filmfestivals Emden-Norderney für Sternstunde ihres Lebens
- 2015: Elisabeth-Selbert-Preis